# جيمس مور اين
جيمس مور اين (بالإنجليزية: James Moore Wayne) (و. 1790 – 1867 م) هو سياسي، ومحام، وقاض من الولايات المتحدة الأمريكية ولد في سافانا.
وهو عضو في الحزب الديمقراطي الأمريكي .

## التعليم
تعلم في جامعة برنستون.

## روابط خارجية
- جيمس مور اين على موقع الموسوعة البريطانية (الإنجليزية)
- جيمس مور اين على موقع إن إن دي بي (الإنجليزية)